# Concepción García Lorca
María de la Concepción García Lorca, conocida como Concha, nacida en Fuente Vaqueros el 14 de abril de 1903 y fallecida el 21 de abril de 1962 en Granada, es una personalidad española del exilio republicano, hermana del poeta Federico García Lorca y viuda del alcalde de Granada Manuel Fernández Montesinos, ambos asesinados durante la Guerra civil española.